# Križari
Križari (pol. Krzyżowcy) – nazwa grup proustaszowskich działająca po likwidacji Niezależnego Państwa Chorwackiego (NDH) w maju 1945 roku. W Hercegowinie grupy krzyżowców nosiły nazwę Škripari. Krzyżowcy liczyli ponad 2000 członków, a ich przywódcą był Vjekoslav Luburić, były komendant obozu koncentracyjnego ustaszy. Organizacja prowadziła akcje sabotażu skierowane przeciwko komunistycznym władzom Jugosławii na terenie Chorwacji oraz w Bośni i Hercegowinie. Celem grup była likwidacja Jugosławii i odbudowa NDH.

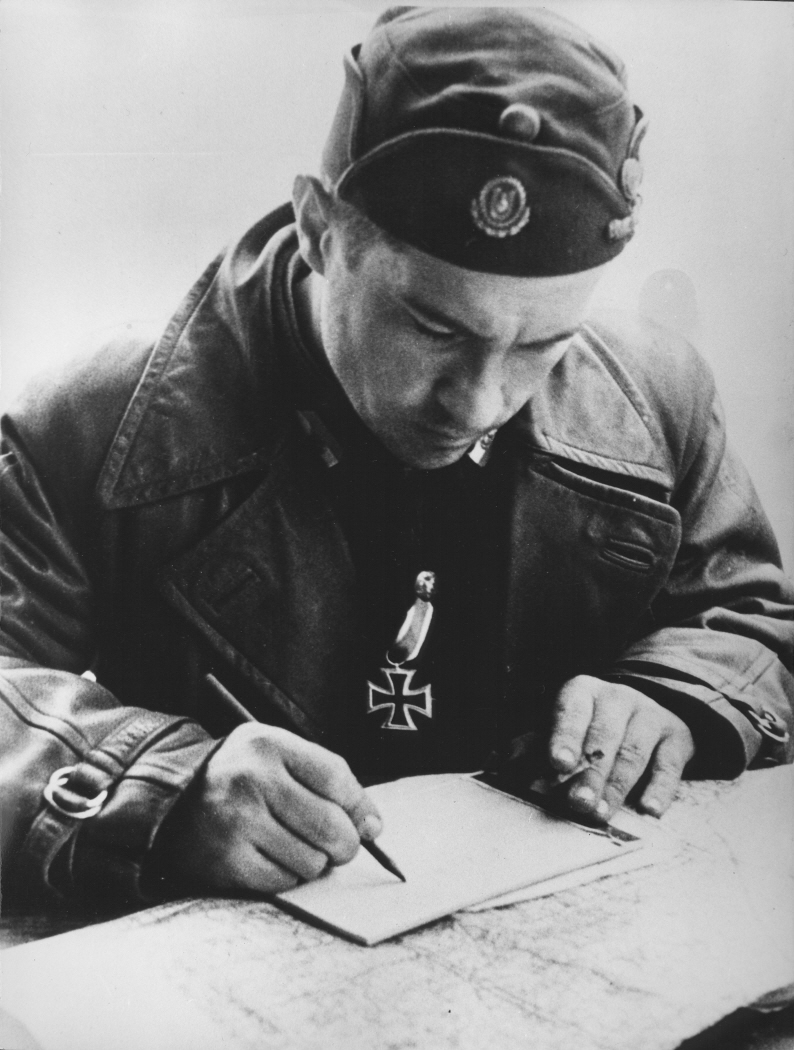
Vjekoslav Luburić

## Dzieje
Na terytorium dawnego NDH (Chorwacja, Dalmacja oraz Bośnia i Hercegowina) pozostały drobne grupy ukrywających się ustaszy, żołnierzy (tzw. domobrańców), policjantów, żandarmów czy członków władz kolaboracyjnych. Powstawały spośród nich spontanicznie oddziałki partyzanckie, które walczyły z komunistami. Ponadto części dygnitarzy i wojskowych udało się uniknąć schwytania i zbiec na Zachód. Należeli do nich m.in. gen. Vjekoslav "Maks" Luburić, gen. Ante Moškov, mjr ustaszy Ljubo Miloš, być może też gen. Rafael Boban. Przedostali się oni wkrótce do socjalistycznej Jugosławii, włączając się w zbrojną działalność Križari. Politycznymi przywódcami byli Mimo Rosandić, Lovro Sušić, Božidar Kavran i Mate Frković. Do listopada 1945 roku oddziałami dowodził Vjekoslav Luburić, który po nieudanych próbach budowy ruchu, bojąc się osądzenia za zbrodnie z okresu wojny, uciekł na Węgry, a następnie do Hiszpanii.
Antykomunistyczni partyzanci przeprowadzali najczęściej nieduże akcje sabotażowo-dywersyjne, jak wysadzanie mostów, podkładanie ładunków wybuchowych przy drogach i liniach kolejowych czy zastawianie zasadzek na niewielkie oddziały bądź pojedynczych żołnierzy jugosłowiańskiej armii. Zbierali również informacje wywiadowcze dla państw zachodnich, które ze swojej strony wspomagały Chorwatów finansami, wyposażeniem czy uzbrojeniem. Ich bazy wypadowe mieściły się w Austrii i we Włoszech. Križari działali aż do 1948 r., kiedy zostali ostatecznie rozbici przez jugosłowiańską tajną policję polityczną UDBA. Krzyżowcy zabili ponad 2000 członków OZNA, UDBA i Jugosłowiańskiej Armii Ludowej.